# Eevansaaret
Eevansaaret är en ö i Finland. Den ligger i sjön Haukivesi och i kommunen Rantasalmi i den ekonomiska regionen  Nyslott  och landskapet Södra Savolax, i den sydöstra delen av landet, 280 km nordost om huvudstaden Helsingfors. Öns area är 6,6 hektar och dess största längd är 0,6 kilometer i sydöst-nordvästlig riktning.  Notera att namnet antyder att det är fråga om flera öar.